# MiNensemblet
MiNensemblet — норвежский камерный ансамбль, базирующийся в городе Нарвик. Основан в 1992 году под патронатом организации «Музыка Нурланна» (MiN, норв. Musikk i Nordland), занимающейся развитием музыкальной культуры в соответствующем регионе Норвегии; название ансамбля, собственно, и расшифровывается как «Ансамбль „Музыки Нурланна“».
В составе коллектива — две скрипки, альт, виолончель, контрабас, флейта, гобой, кларнет, фагот, валторна и фортепиано. Художественный руководитель ансамбля — скрипач Арвид Энгегорд (с 2004 г.).
MiNensemblet гастролировал в Копенгагене, Праге, Милане и многих других городах, в том числе и в Санкт-Петербурге (в рамках фестиваля «Дворцы Санкт-Петербурга» в 2000 г.). В 1997 г. вышел первый альбом ансамбля, включающий произведения Иоганна Штрауса-сына, Эрманно Вольфа-Феррари и Эрнеста Блоха. В дальнейшем музыканты отчасти отошли от чистой академической музыки: среди последующих четырёх выпущенных ансамблем альбомов — в частности, альбом с непереводимым названием OleBullsHits (англ. Хиты Оле Булла, но также и от англ. bullshit — «белиберда»), в который вошли известные произведения норвежской классической музыки (в том числе сочинения Оле Булла и Эдварда Грига) в пародийно «балканизированных» аранжировках Бьорна Андора Драге.